# Giulio Tarra

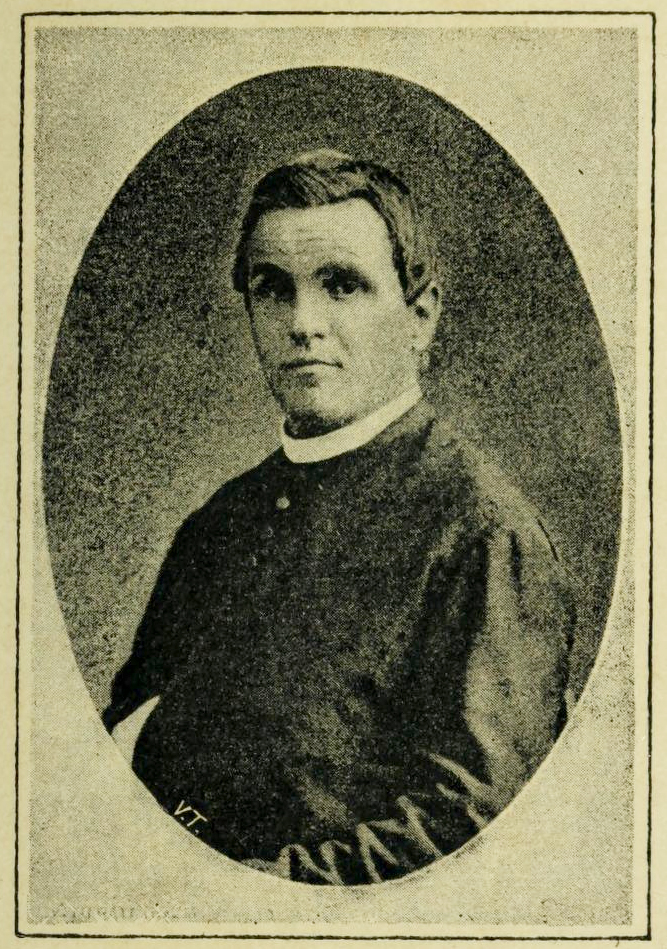
Giulio Tarra

Giulio Tarra (* 25. April 1832 in Mailand; † 10. Juni 1889 ebenda) war ein italienischer Priester und Pädagoge. Er war der erste Rektor des damaligen Pio Istituto per Sordomuti poveri di campagna, das 1854 gegründet wurde und das er 34 Jahre lang bis zu seinem Tod leitete. In seiner Tätigkeit als Pädagoge war er auch für eine lange Reihe lehrreicher moralischer Veröffentlichungen zum Nutzen der Jugend bekannt.

## Biographie
Er wurde in Mailand im Königreich Lombardo-Venetien als vierter von sechs Söhnen des Ingenieurs Antonio Tarra und der Adligen Lucia Borgazzi geboren. Nach Abschluss seiner Studien an den Arcimbolde-Schulen in Mailand und dem Barnabitenkolleg in Monza widmete er sich dem religiösen Leben und wurde 1855 zum Priester geweiht. Schon vor seiner Priesterweihe äußerte er den Wunsch, ein Leben als Missionar zu führen, doch bald entdeckte er, dass seine Mission die Erziehung der armen Gehörlosen sein würde.
Graf Paolo Taverna, ein Mailänder Großgrundbesitzer und Mann der Wohltätigkeit, hatte 1854 in der Kirche San Vincenzo in Prato in Mailand ein kleines Institut zur Ausbildung von Gehörlosen gegründet und dank gemeinsamer Bekannter den jungen Tarra eingeladen, die kleine humanitäre Arbeit zu leiten. Tarra nahm die Einladung an und blieb 34 Jahre lang Rektor des Instituts, das inzwischen den Namen Pio Istituto per Sordomuti poveri di campagna (dt. Frommes Institut für arme Taubstumme vom Land) angenommen hatte.
Während seiner Tätigkeit am Institut lernte er die Lehrmethode des Abtes Charles-Michel de l’Epée kennen, ein bedeutender Pionier der Gehörlosenpädagogik, der eine Methode erfand, die darin besteht, die herkömmliche französische Gebärdensprache in die Schriftsprache zu übersetzen. Nach langen Studien und Erfahrungen führte er zum ersten Mal in Italien die rein mündliche Methode ein, das heißt das Erlernen des Lippenlesens.
Der Priester starb in Mailand an einer Bauchfellentzündung. Die feierliche Beerdigung fand in der Kirche San Gioachimo statt, anschließend wurde er auf dem Monumentalfriedhof begraben. Am Montagmorgen, dem 25. April 1932, hundert Jahre nach seiner Geburt, wurde er in die Krypta des Famedio auf demselben Friedhof überführt. Anschließend fand die Zeremonie im Mädcheninternat des Pio Istituto statt, wo der Politiker Giovanni Paleari eine Rede hielt.
Giulio Tarra ist auch die Zeitschrift des Pio Istituto dei Sordi, die seit 1892 kontinuierlich in Mailand erscheint und auch in digitalem Format erhältlich ist.

## Werke
- Racconti d’una madre ai suoi figli, G. Messaggi, Milano 1876
- Cenni storici e compendiosa esposizione del metodo seguito per l’istruzione dei sordo-muti poveri d'ambo i sessi della provincia e diocesi di Milano, Tipografia di S. Giuseppe, Milano 1880
- Primo grado di letture al fanciullo italiano : nell’ordine progressivo intellettuale-morale-linguistico e ad avviamento al comporre, G. Battista Messaggi, Milano 1879